# Lomako
Lomako är en flod i Kongo-Kinshasa, ett biflöde till Maringa. Den rinner genom provinsen Tshuapa, i den centrala delen av landet, 800 km nordost om huvudstaden Kinshasa. Floden är inte segelbar. Den avgränsar Lomako-Yokokala viltreservat söderut.